# Аргуван
Аргуван (тур. Arguvan) — город и район в провинции Малатья (Турция).